# یوزف زهرینگر
 یوزف زهرینگر (انگلیسی: Joseph Zähringer؛ زاده ۱۹۲۹ درگذشته ۱۹۷۰) یک فیزیک‌دان اهل آلمان بود.